# George Cruikshank
George Cruikshank   (Londres, 27 de setembre de 1792 - Londres, 1 de febrer de 1878) va ser un caricaturista i il·lustrador de llibres britànic, elogiat com el "Hogarth modern" durant la seva vida. Les seves il·lustracions de llibres per al seu amic Charles Dickens, i molts altres autors, van arribar a un públic internacional.

## Biografia
Cruikshank va néixer a Londres. El seu pare, Isaac Cruikshank, nascut a Edimburg, va ser un dels principals caricaturistes de finals de la dècada de 1790 i Cruikshank va començar la seva carrera com a aprenent i ajudant del seu pare. El seu germà gran, Isaac Robert, també va seguir a l'empresa familiar com a caricaturista i il·lustrador.
Els primers treballs de Cruikshank van ser la caricatura; però l'any 1823, als 31 anys, va començar a centrar-se en la il·lustració de llibres. Va il·lustrar la primera traducció anglesa de 1823 (d'Edgar Taylor i David Jardine) de Grimms' Fairy Tales, publicada en dos volums com German Popular Stories.
El 16 d'octubre de 1827 es va casar amb Mary Ann Walker (1807–1849). Dos anys després de la seva mort, el 7 de març de 1851, es va casar amb Eliza Widdison. Els dos vivien al 263 de Hampstead Road, al nord de Londres.
Cruikshank havia engendrat 11 fills il·legítims amb una amant anomenada Adelaide Attree, la seva antiga serventa, que vivia a prop d'on vivia amb la seva dona. Adelaide estava aparentment casada, i havia pres el cognom de casada "Archibold".

## Caricatures i il·lustracions sociopolítiques

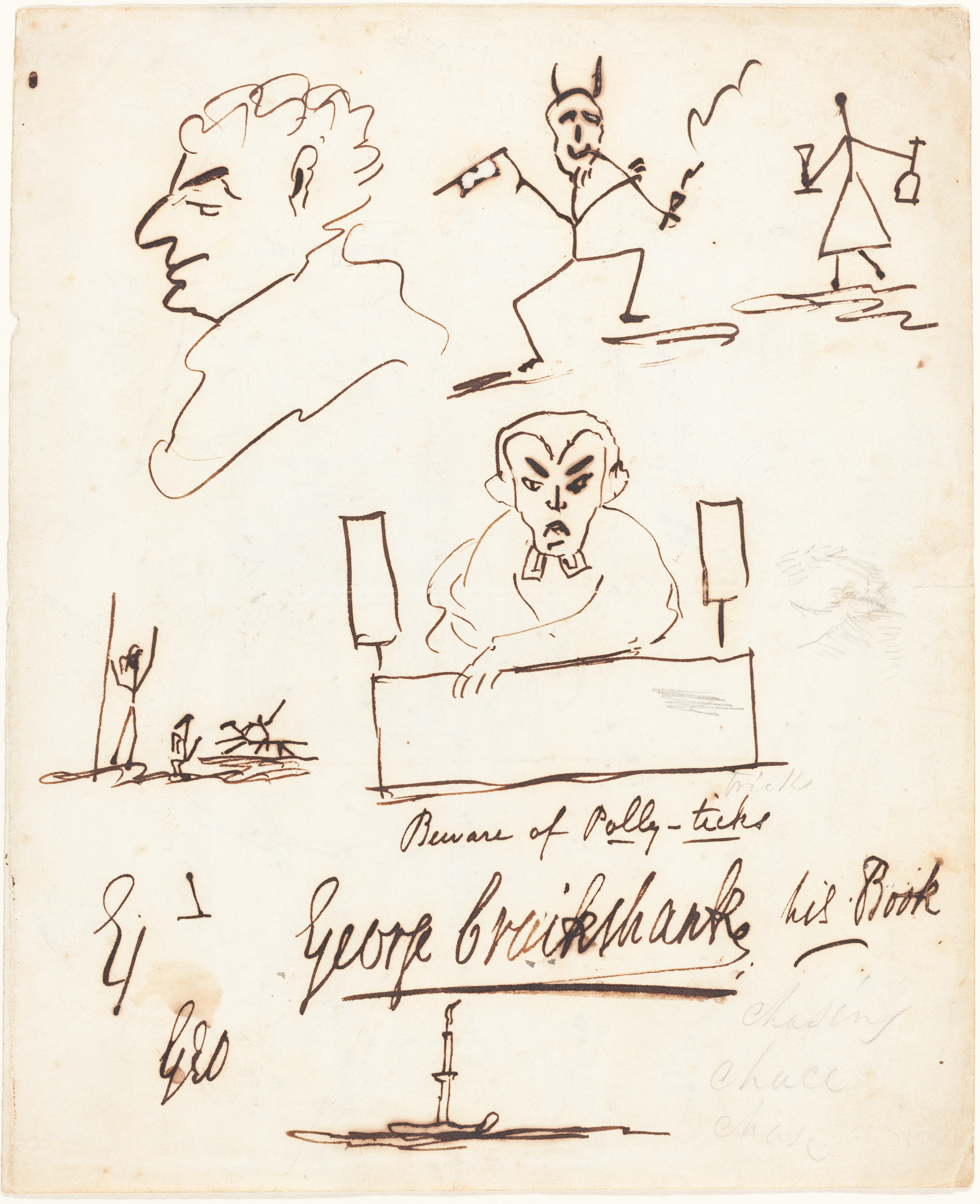
Esbossos satírics, National Gallery of Art

La carrera inicial de Cruikshank va ser famosa per les seves caricatures socials de la vida anglesa per a publicacions populars. Va aconseguir un èxit primerenc col·laborant amb William Hone a la seva sàtira política The Political House That Jack Built (1819). El mateix any va produir l'ara infame peça anti-abolicionista The New Union Club. Satiritzava un sopar organitzat per abolicionistes amb convidats negres. Tot i que aquesta peça va ser elogiada com "la millor de les caricatures de GC" durant el segle XIX, ara és vista com una de les peces més racistes de la seva època. La seva impressió de 1819, The Belle Alliance o les reformistes femenines de Blackburn!!! , va criticar el paper de les dones en el moviment reformista, retratant-les com a poc femenines i grotesques.

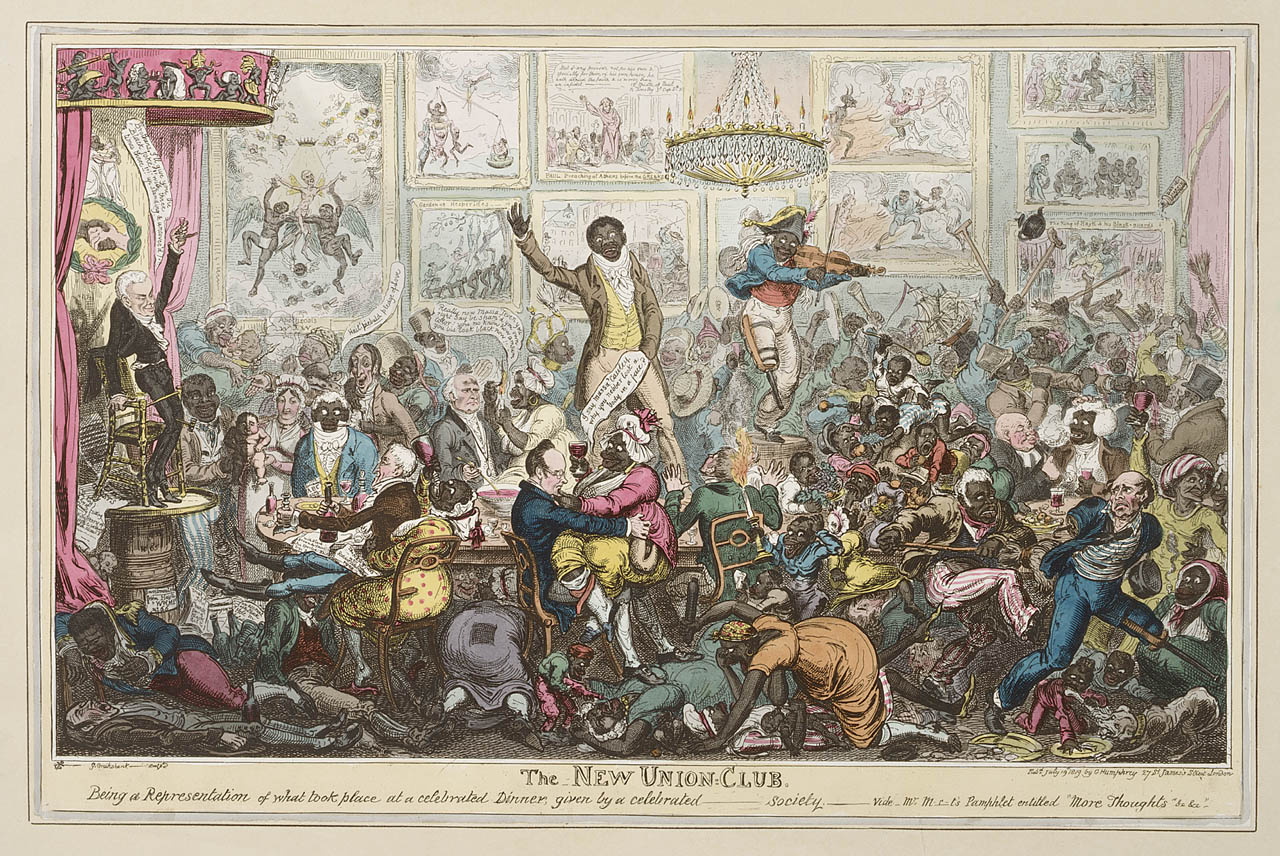
Sopar del New Union Club amb convidats negres

La seva primera obra important va ser Pierce Egan's Life in London (1821) en què els personatges Tom i Jerry, dos "homes de la ciutat", visiten diversos llocs i tavernes de Londres per divertir-se i fer una festa. El van seguir The Comic Almanack (1835–1853) i Òmnibus (1842). Cruikshank va guanyar notorietat amb les seves estampes polítiques que van atacar la família reial i els principals polítics. El 1820 va rebre un suborn reial de 100 lliures esterlines per la promesa de "no caricaturitzar a Sa Majestat" (Jordi IV del Regne Unit) "en cap situació immoral". El seu treball incloïa una personificació d'Anglaterra anomenada John Bull que es va desenvolupar a partir de 1790 aproximadament juntament amb altres artistes satírics britànics com James Gillray i Thomas Rowlandson.
Cruikshank va substituir una de les seves principals influències, James Gillray, com el satíric més popular d'Anglaterra. Durant una generació va delimitar els conservadors, els whigs i els radicals de manera imparcial. De cada esdeveniment públic li arribava material satíric – les guerres a l'estranger, els enemics de la Gran Bretanya (era molt patriòtic), el bromista, entre altres qualitats, com l'estrany i terrible, en què va destacar. La seva hostilitat cap als enemics de la Gran Bretanya i un racisme cru és evident en les seves il·lustracions encarregades per acompanyar la Història de la rebel·lió irlandesa de William Maxwell el 1798 (1845), on les seves representacions escandaloses dels incidents de la rebel·lió es caracteritzaven per la representació semblant als simis dels rebels irlandesos. Entre les altres obres racistes de Cruikshank hi havia caricatures sobre les "barbàries legals" dels xinesos, el tema donat pel seu amic, el Dr. W. Gourley, participant en la batalla ideològica al voltant de la Segona Guerra de l'Opi, 1856–60.

## Charles Dickens

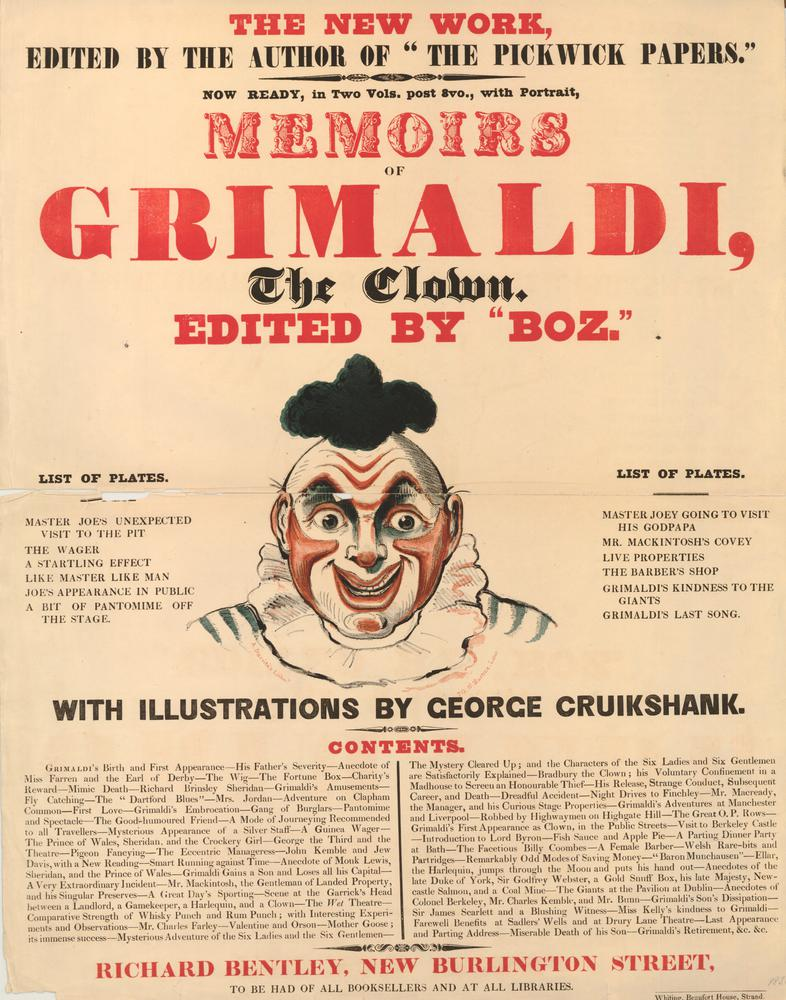
Cartell de 1838 per a Memòries de Grimaldi

Per a Charles Dickens, Cruikshank va il·lustrar Sketches by Boz (1836), The Mudfog Papers (1837–38) i Oliver Twist (1838). També va il·lustrar Memoirs of Joseph Grimaldi (1838), que Dickens va editar amb el seu nom de plume habitual., "Boz". Cruikshank fins i tot va actuar a la companyia de teatre amateur de Dickens.
El 30 de desembre de 1871, Cruikshank va publicar una carta a The Times que reclamava el crèdit de bona part de la trama d'Oliver Twist. La carta va encetar una polèmica ferotge sobre qui va crear l'obra. Cruikshank no va ser el primer il·lustrador de Dickens que va fer aquesta afirmació. Robert Seymour, que va il·lustrar els Pickwick Papers, va suggerir que la idea d'aquesta novel·la era originalment seva; tanmateix, en el seu prefaci a l'edició de 1867, Dickens va negar enèrgicament qualsevol aportació específica.
L'amistat entre Cruikshank i Dickens es va agreujar encara més quan Cruikshank es va convertir en un absent fanàtic en oposició a les opinions de Dickens sobre la moderació.
Al conte de Somerset Maugham "Miss King", es fa referència a la influència de Cruickshank:
| « | Portava un gran gorro de nit de cotó blanc (en entrar a Ashenden s'ha adonat de la perruca marró en un estand del tocador) lligat sota la barbeta i un vestit de nit voluminós que arribava fins al coll. La gorra de nit i el vestit de nit pertanyien a una època passada i us recordaven les il·lustracions de Cruickshank a les novel·les de Charles Dickens. | » |

## La Temperança i els Voluntaris
A finals de la dècada de 1840, l'enfocament de Cruikshank va passar de la il·lustració de llibres a un èmfasi en la temprança de l'alcohol i la lluita contra el tabaquisme. Abans un gran bevedor, ara va donar suport, va donar conferències i va oferir il·lustracions per a la National Temperance Society i la Total Abstinence Society, entre d'altres. Les més conegudes són The Bottle, 8 plates (1847), amb la seva seqüela, The Drunkard's Children, 8 plates (1848), amb l'ambiciosa obra, The Worship of Bacchus, publicada per subscripció després de la pintura a l'oli de l'artista, ara a la Tate Gallery de Londres. Pels seus esforços, va ser nomenat vicepresident de la National Temperance League el 1856.

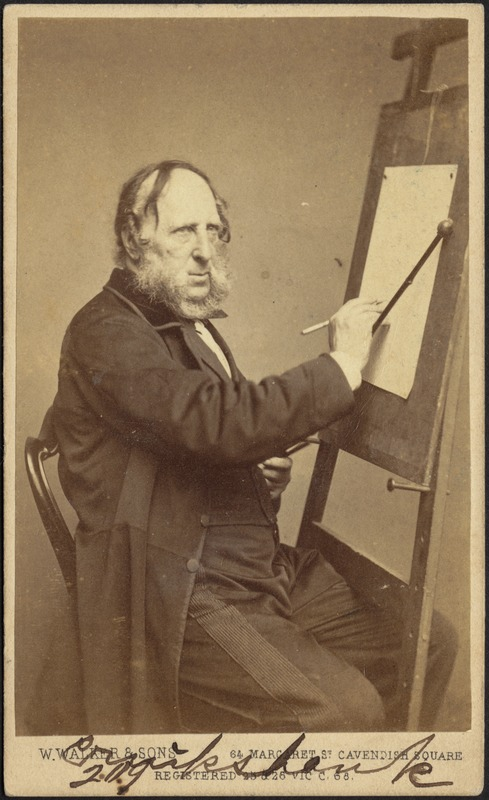
Cruikshank c. 1859–1870

Quan l'ensurt de la invasió de 1859 va portar a la creació del Moviment de Voluntaris, Cruikshank va ser un dels que van organitzar el Cos de Voluntaris de Rifle (RVC). Al principi, la seva unitat va ser la 24th Surrey RVC, que reclutava entre treballadors que eren totals abstencions i va ser nomenada 'Havelock's Own' en honor al major general Sir Henry Havelock, un heroi del motí indi i pioner dels clubs de temprança a l'exèrcit.
No obstant això, Cruikshank va rebre poc estímul del lord-tinent de Surrey, i va ser recriminat per haver confiat a Kent per reclutar. Disgustat, va dissoldre la seva unitat el 1862 i va començar de nou a Middlesex, organitzant el 48è Middlesex RVC (Havelock's Temperance Volunteers). La unitat es va trobar amb dificultats econòmiques i quan Cruikshank es va veure obligat a retirar-se a causa de l'edat, va ser substituït com a comandant pel tinent coronel Cuthbert Vickers, un ric armador. No obstant això, el Bath Chronicle and Weekly Gazette del 3 de setembre de 1868 informava que Cruikshank havia dimitit com a tinent coronel dels voluntaris "com a conseqüència, es diu, de la reincorporació al servei de certs oficials del seu cos que des de fa un temps tenien una diferència amb el seu tinent coronel i eren exclosos".
El 48th Middlesex es va fusionar amb el 2n City of London RVC, també una unitat de treballadors, composta principalment per impressores de la zona de Fleet Street, i la unitat combinada tenia una llarga història com a City of London Rifles.

## Anys posteriors
Després de patir una paràlisi, la salut i el treball de Cruikshank van començar a disminuir en qualitat. Va morir el dia 1 febrer de 1878 i originalment va ser enterrat al cementiri de Kensal Green. El novembre de 1878 les seves restes van ser exhumades i reenterrades a la catedral de Sant Pau. La revista Punch, que presumiblement no sabia de la seva nombrosa família il·legítima, va dir en el seu obituari: "Mai no hi va haver un home més pur, més senzill, més directe o del tot més irreprensible. La seva naturalesa tenia quelcom infantil en la seva transparència".
Durant la seva vida va crear prop de 10.000 gravats, il·lustracions i làmines. Hi ha col·leccions de les seves obres al Museu Britànic i al Museu Victoria i Albert. Una placa blava de la Royal Society of Arts commemora Cruikshank al número 293 de Hampstead Road a Camden Town.

## Mostres de la seva obra
La vida i les opinions de Tristram Shandy, Gentleman

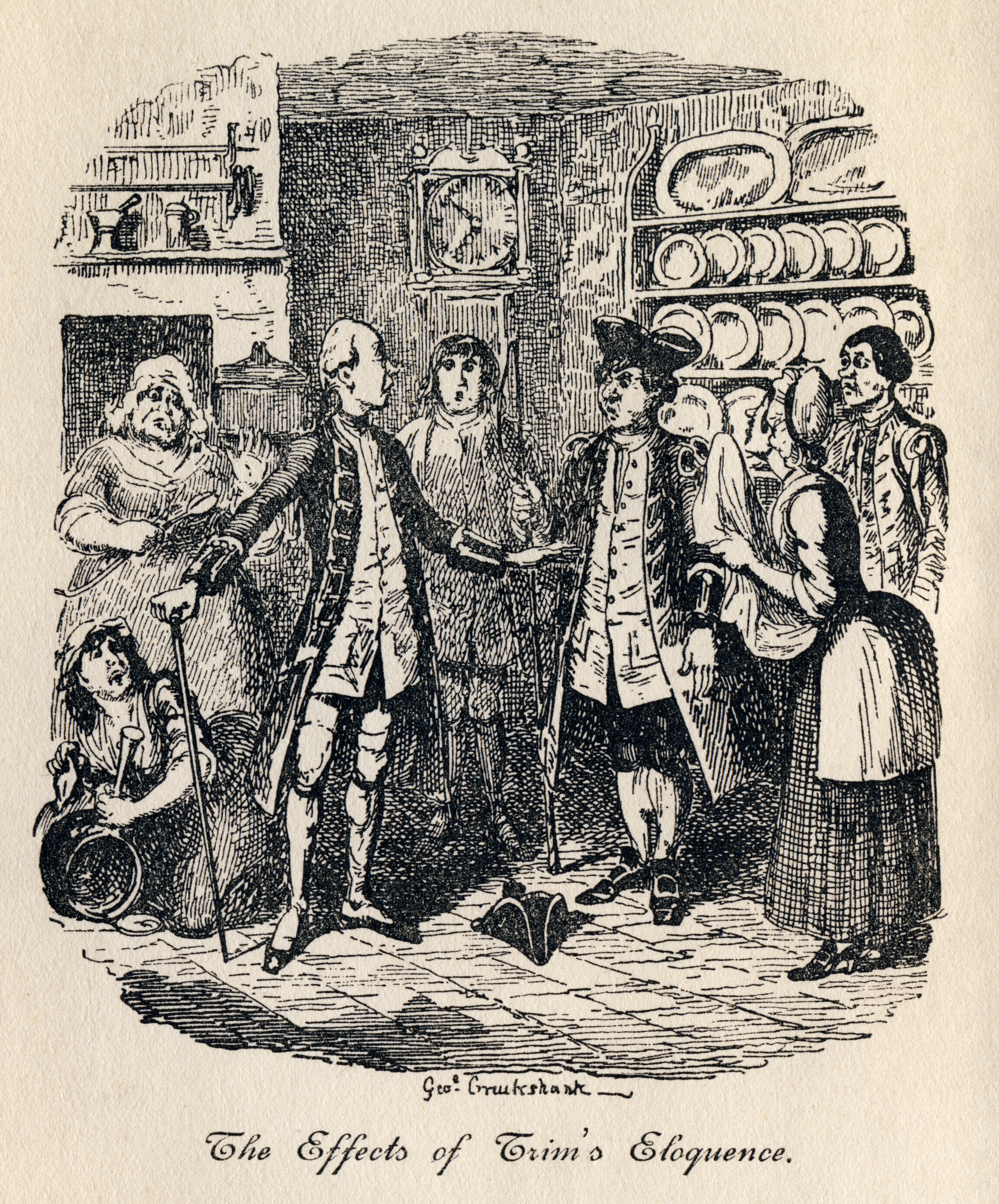
Placa I
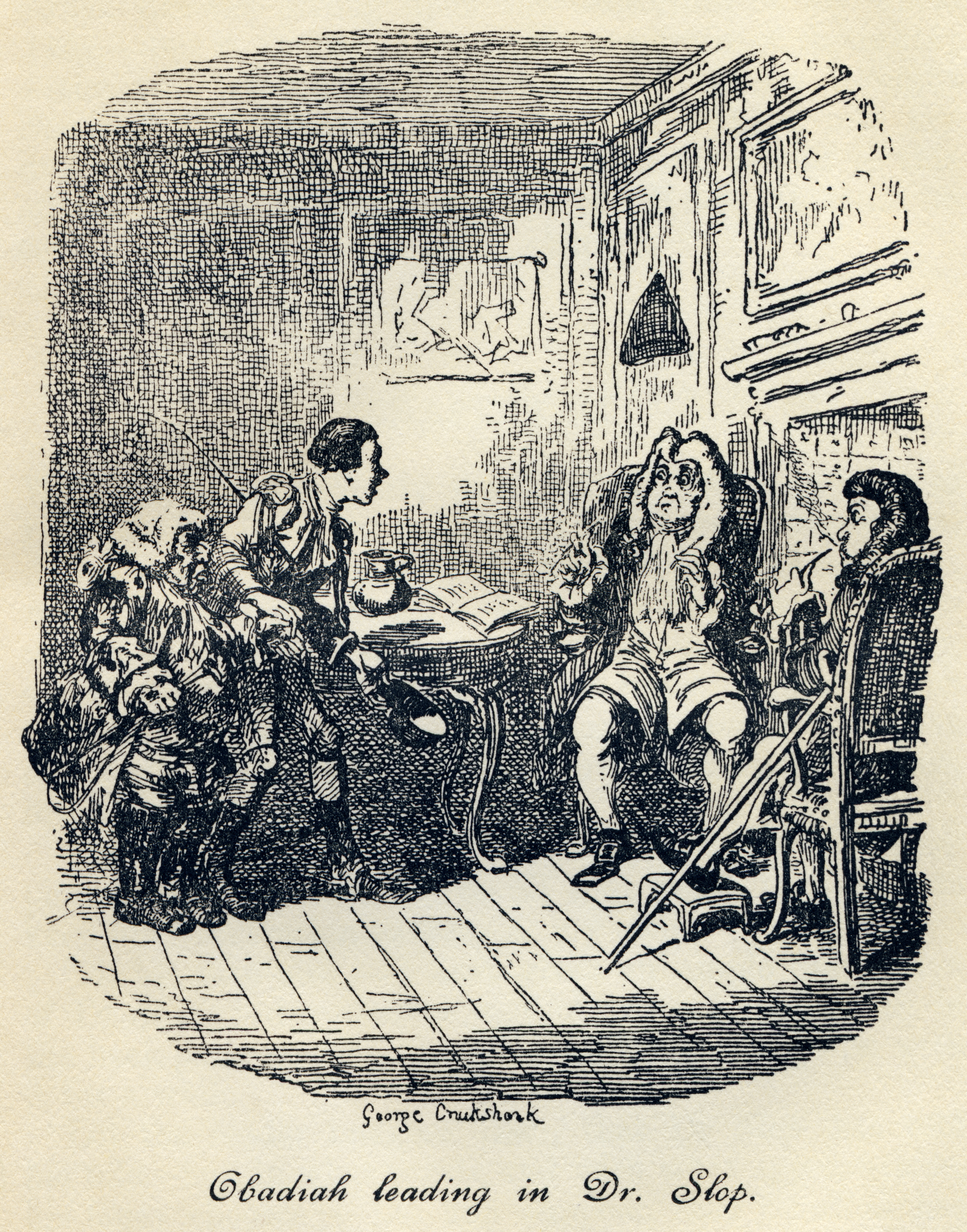
Placa II
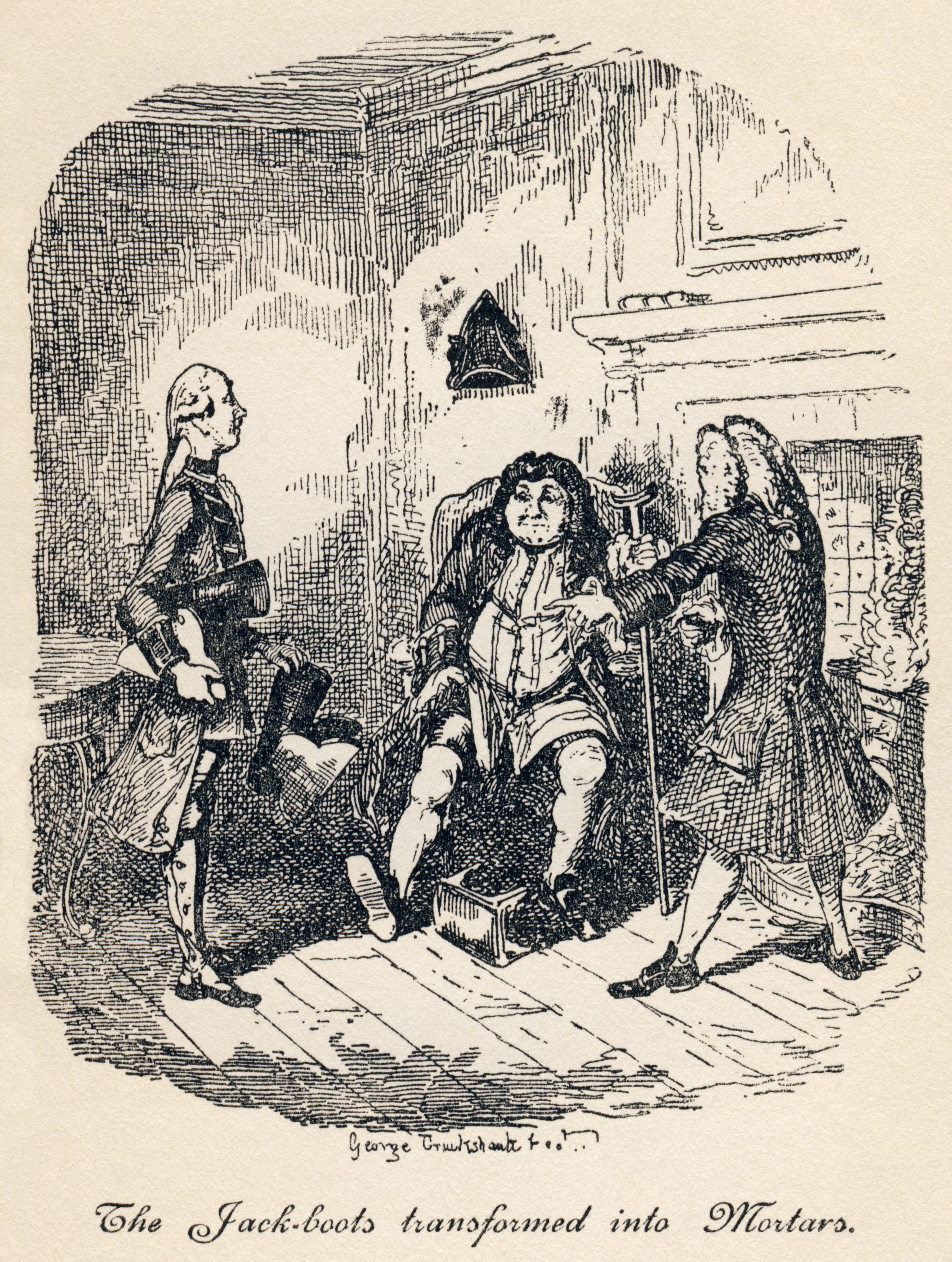
Làmina III
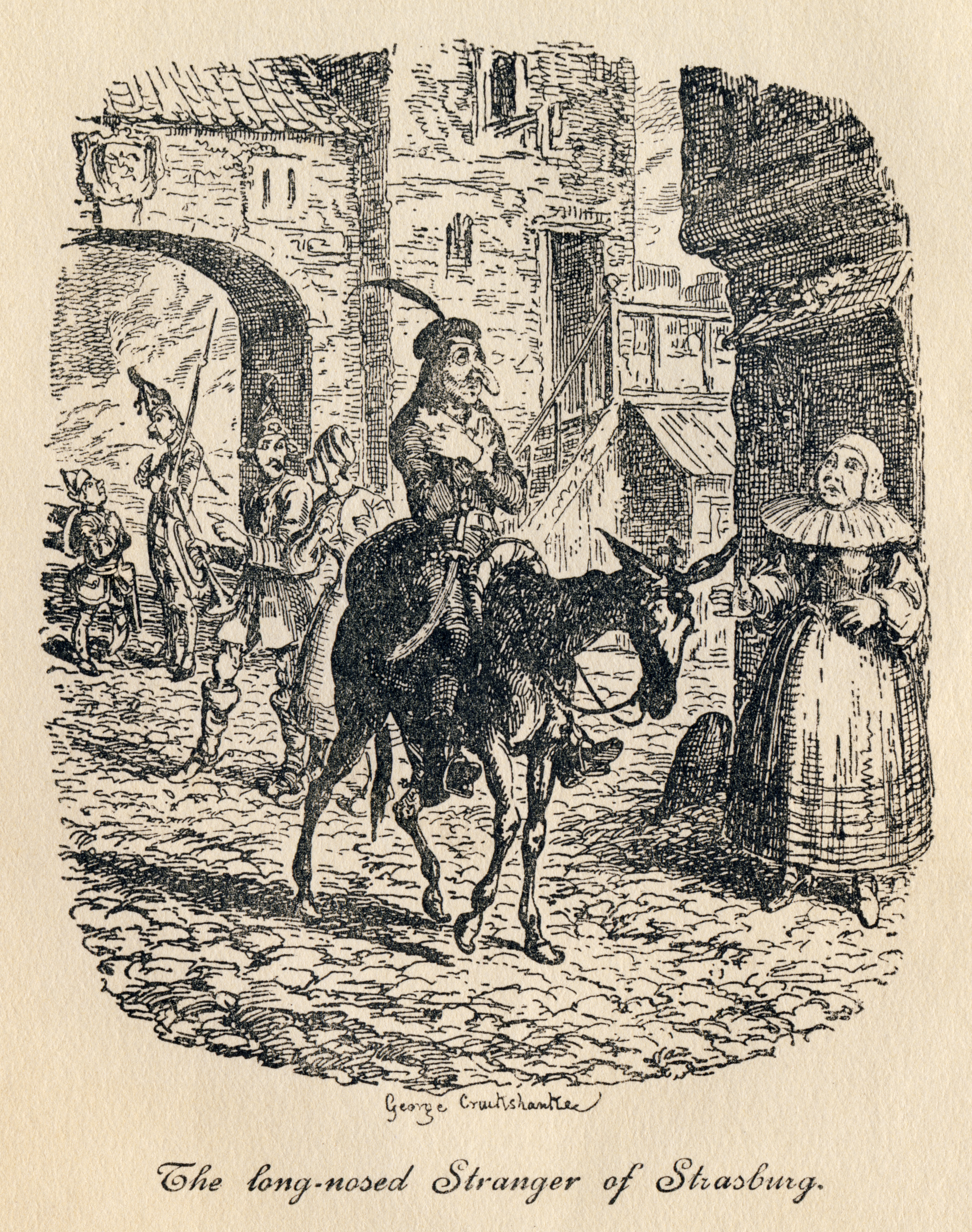
Làmina IV
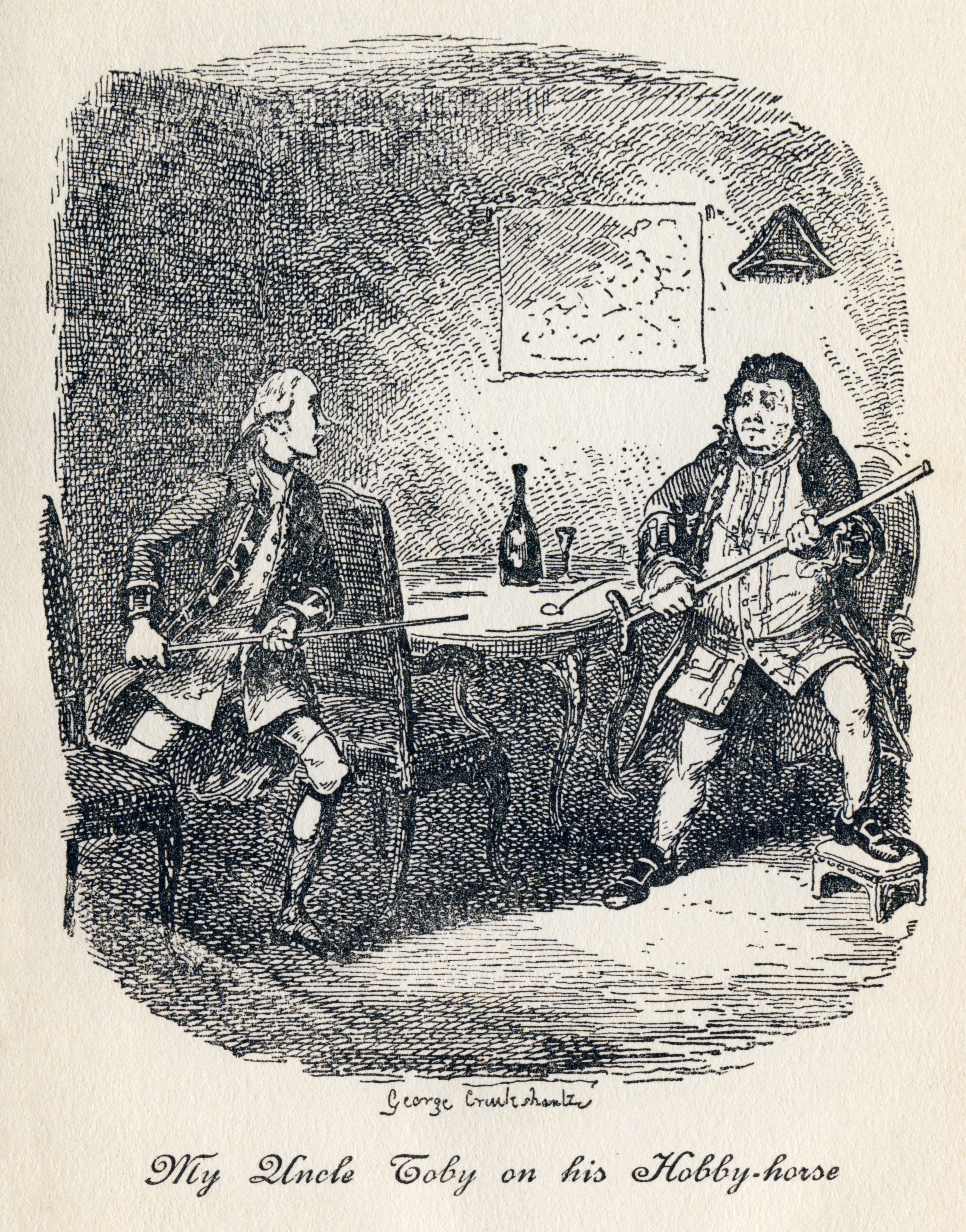
Placa V
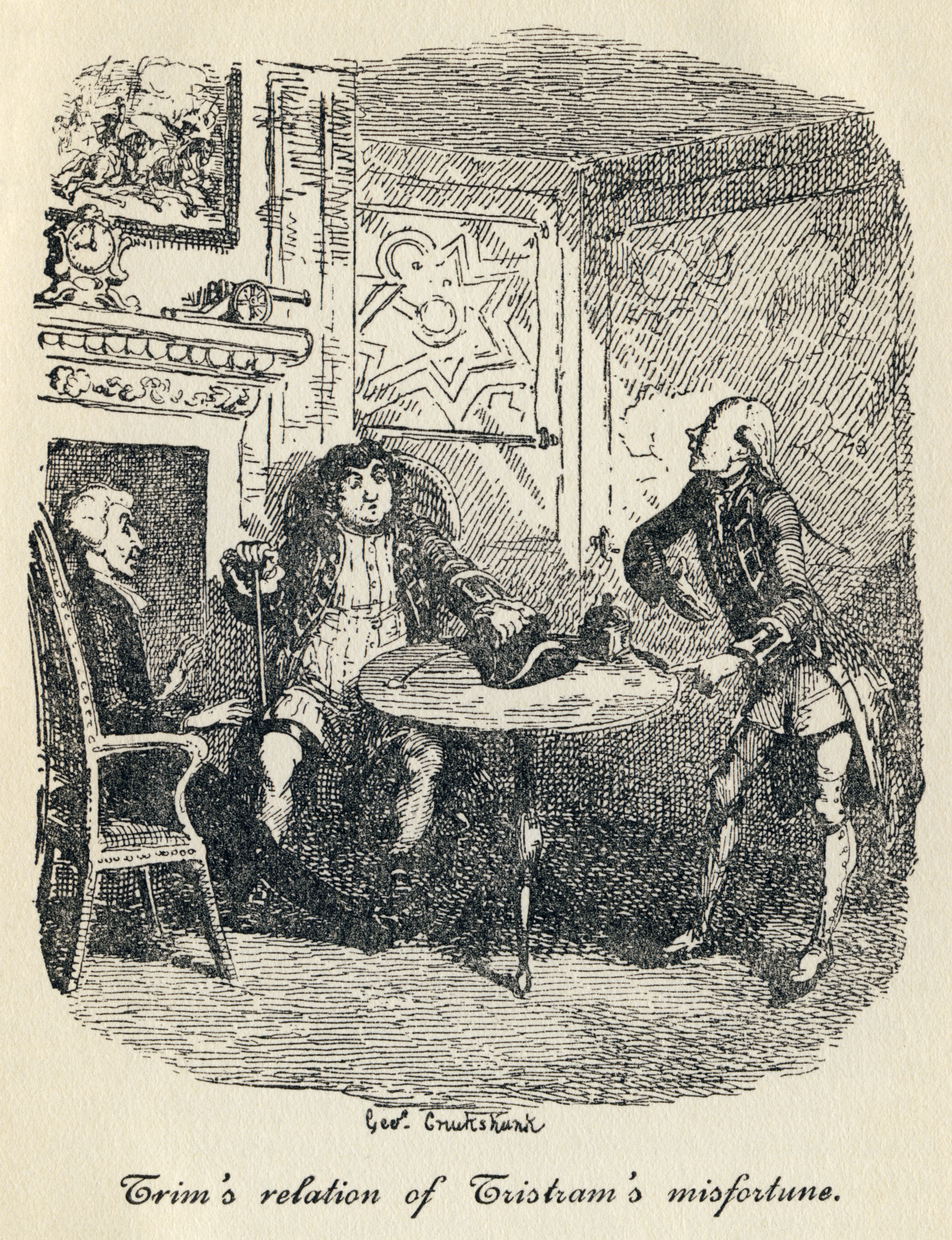
Làmina VI
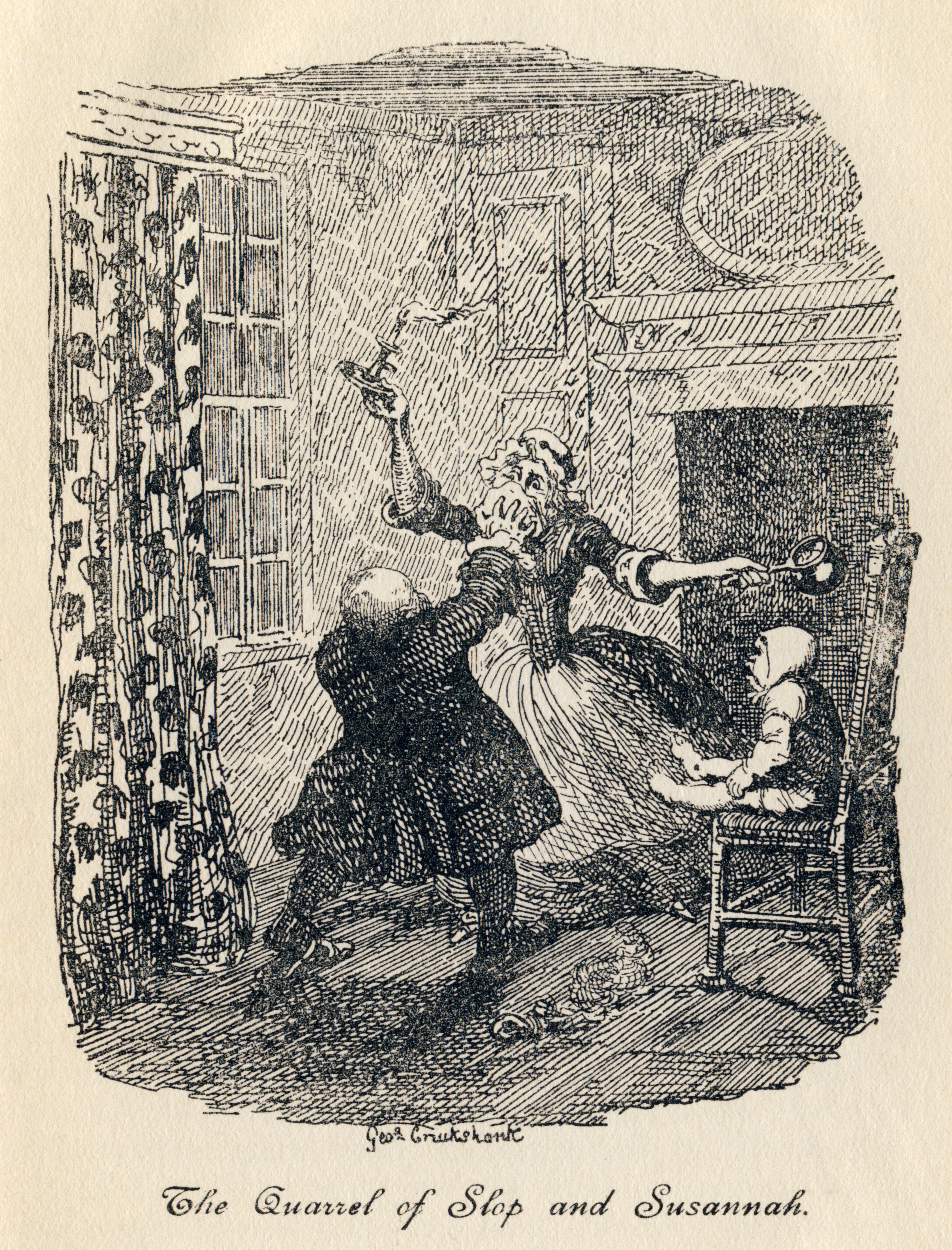
Làmina VII
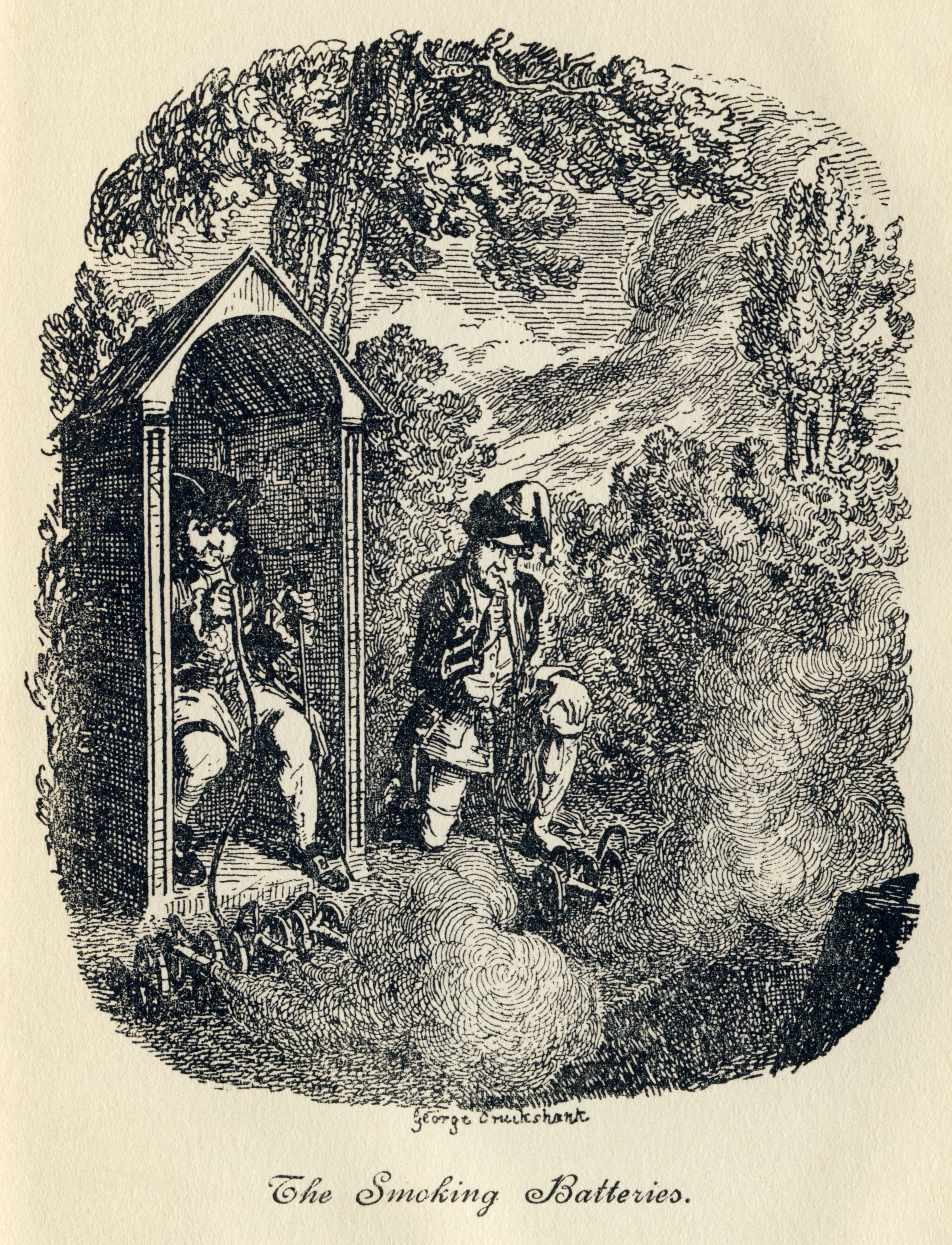
Placa VIII

Altres

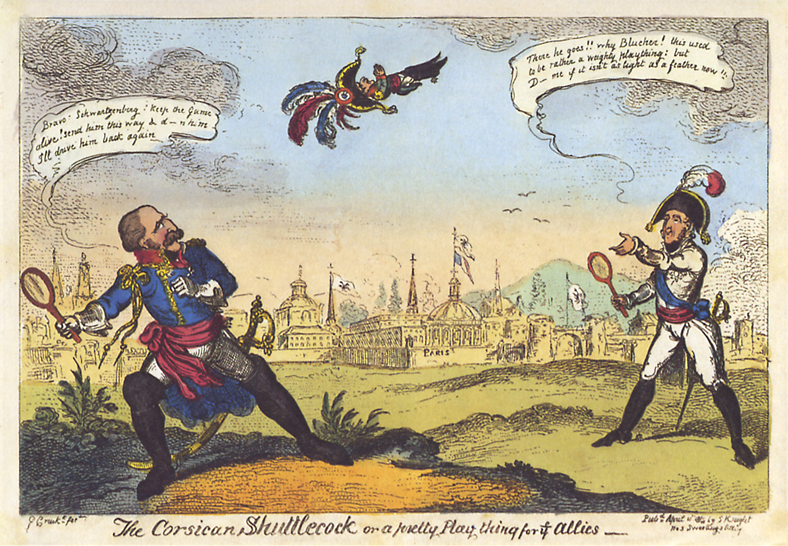
El volant cors, 1814
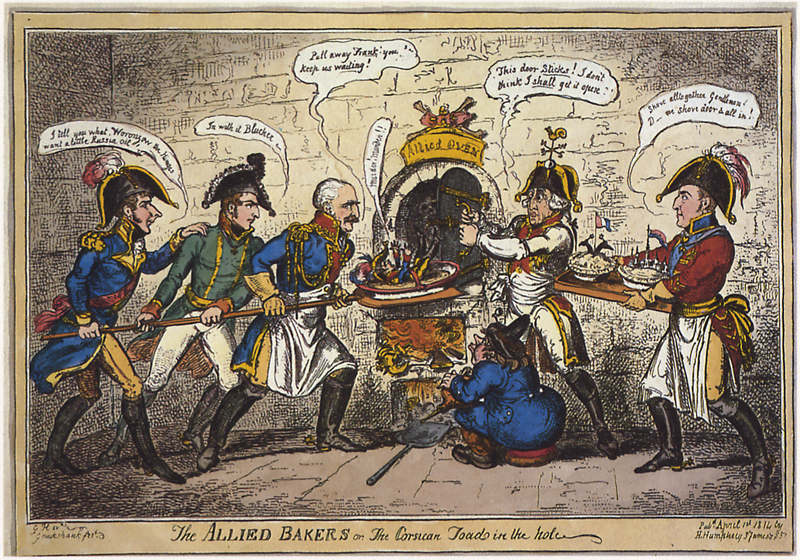
Els forners aliats, 1814
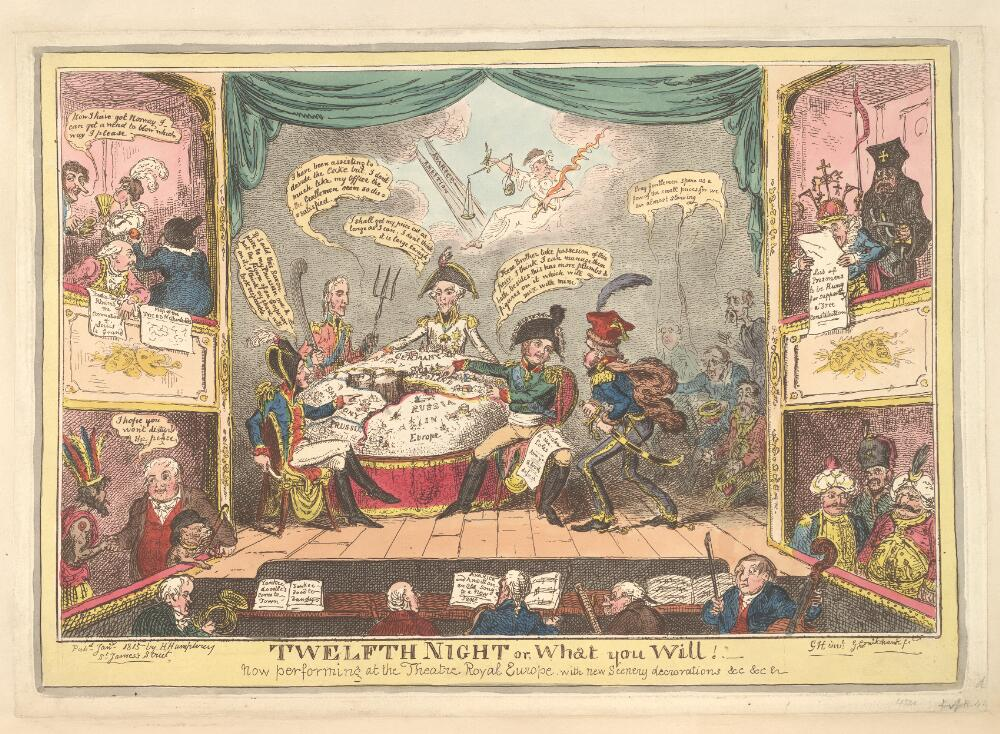
Nit de Reis, 1815. Representa el Congrés de Viena redibuixant les fronteres d'Europa després de les guerres napoleòniques .
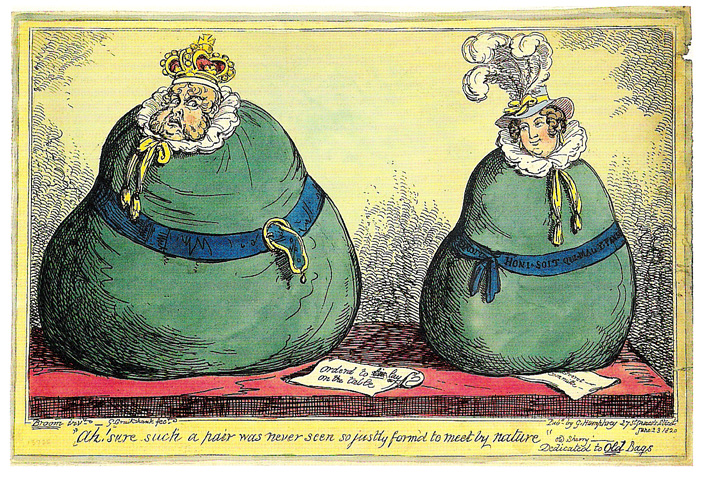
Two Green Bags, 1820. Una sàtira sobre el judici de la reina Caroline
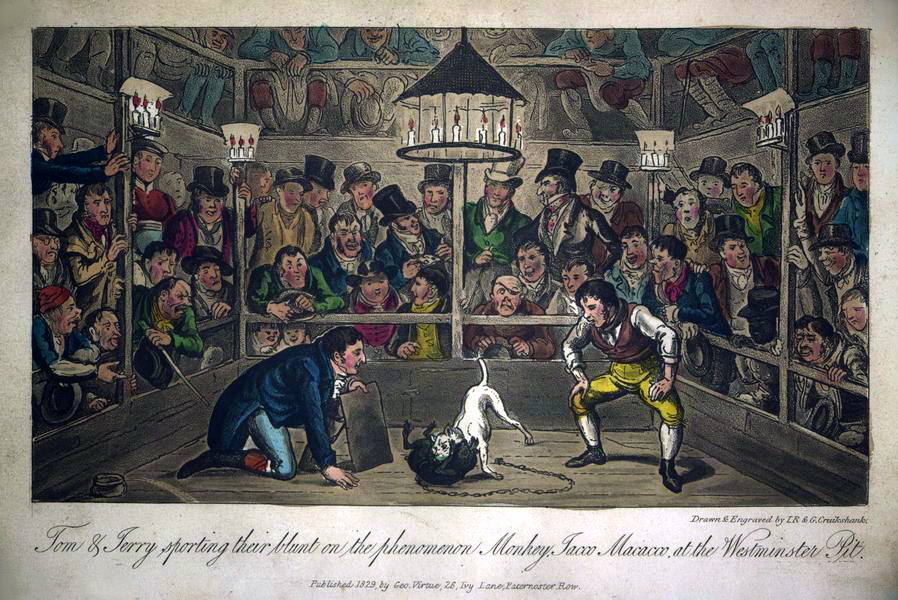
Jacco Macacco al Westminster-Pit 1821
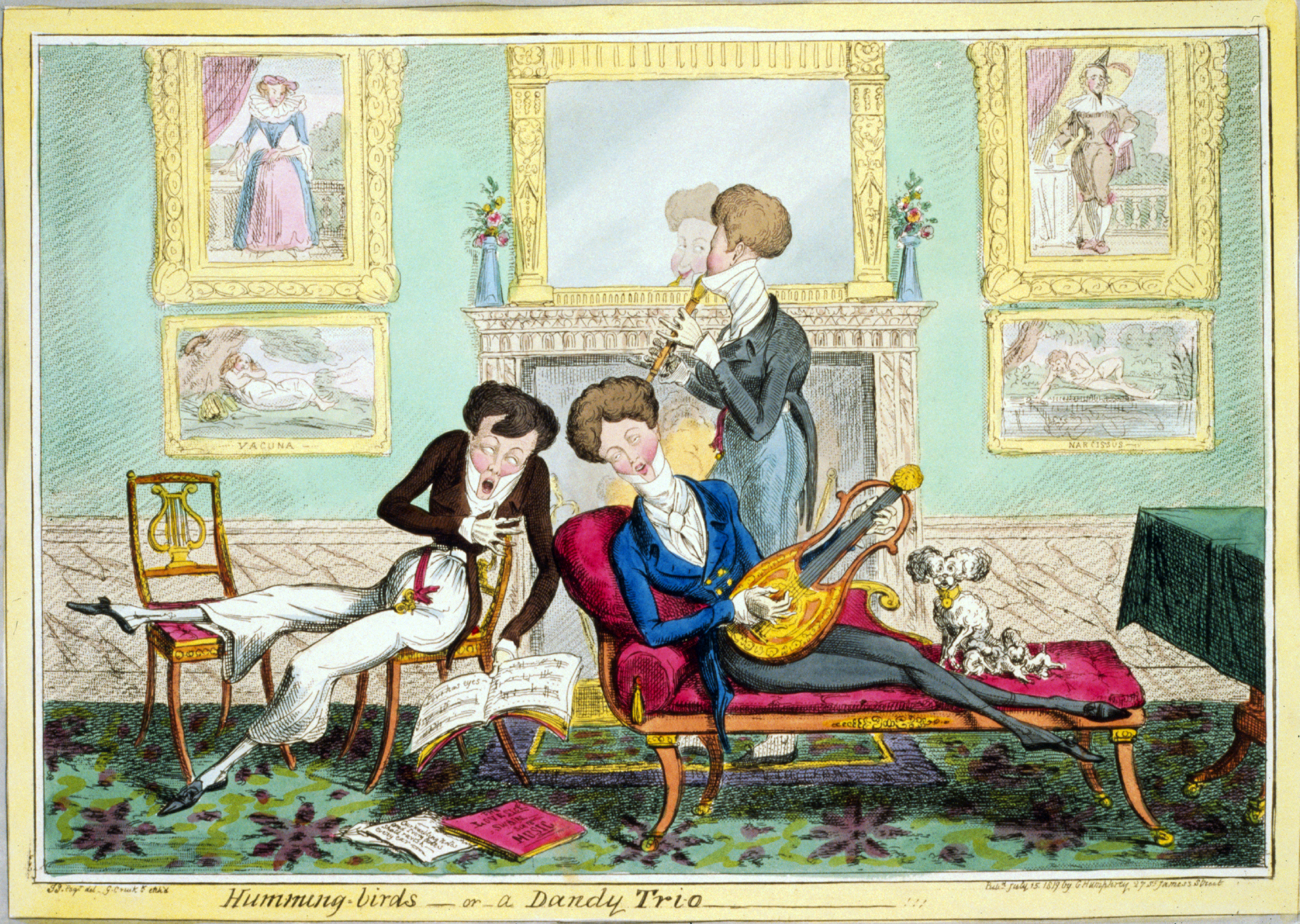
Colibrís —o— un Dandy Trio . 1819.
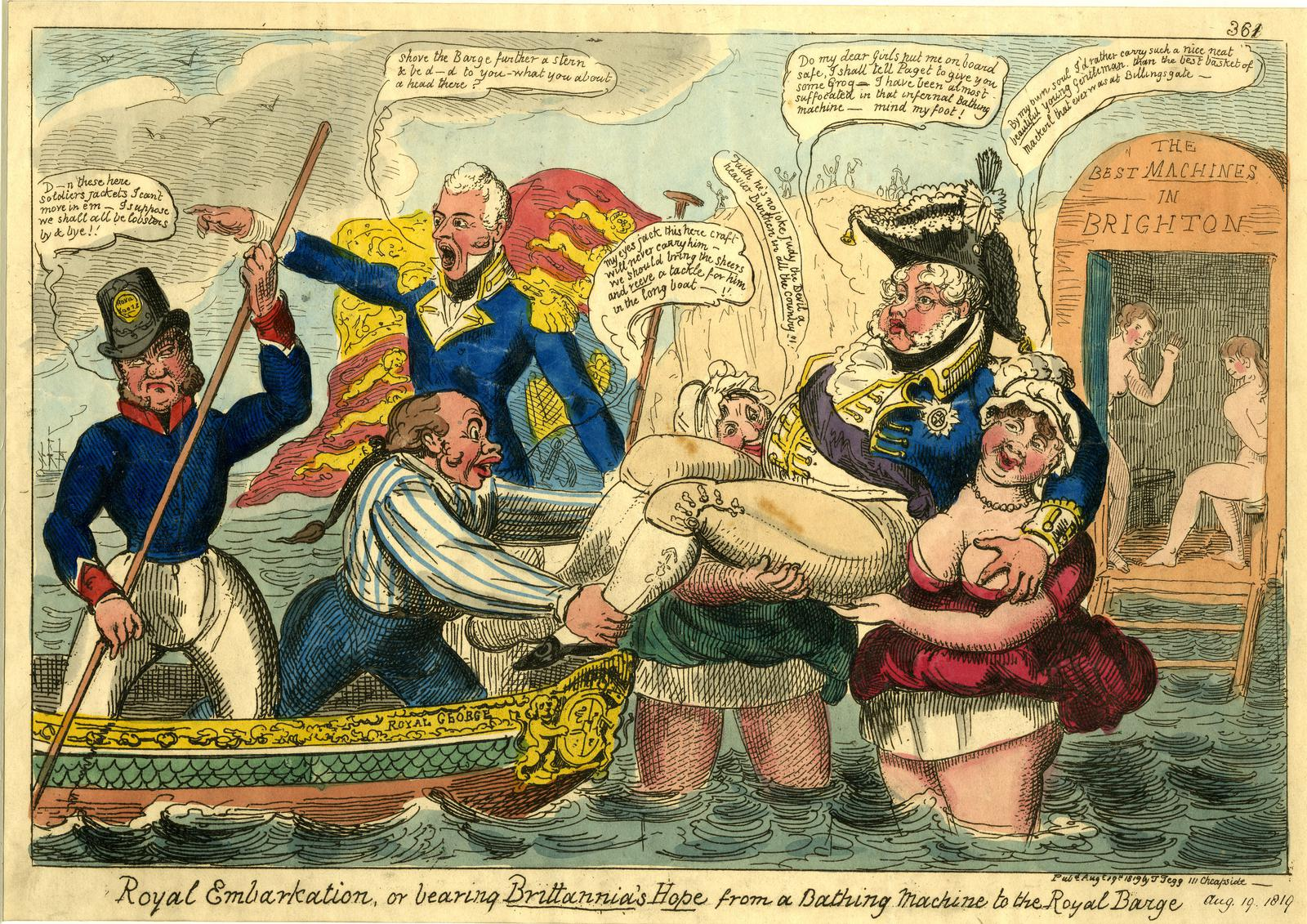
Embarcament reial, 1819
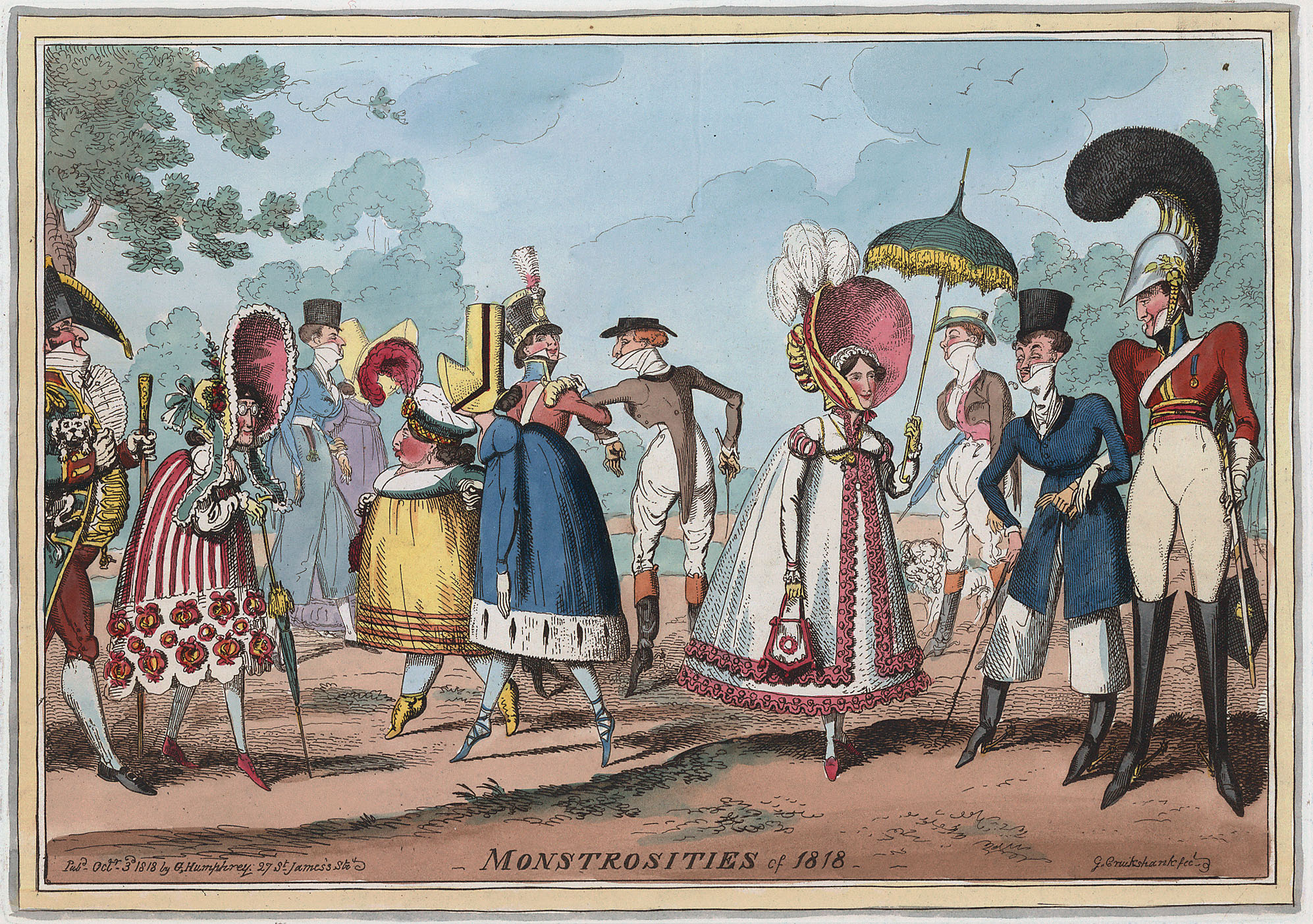
Monstruositats de 1818, estils de roba extravagants de moda masculina i femenina
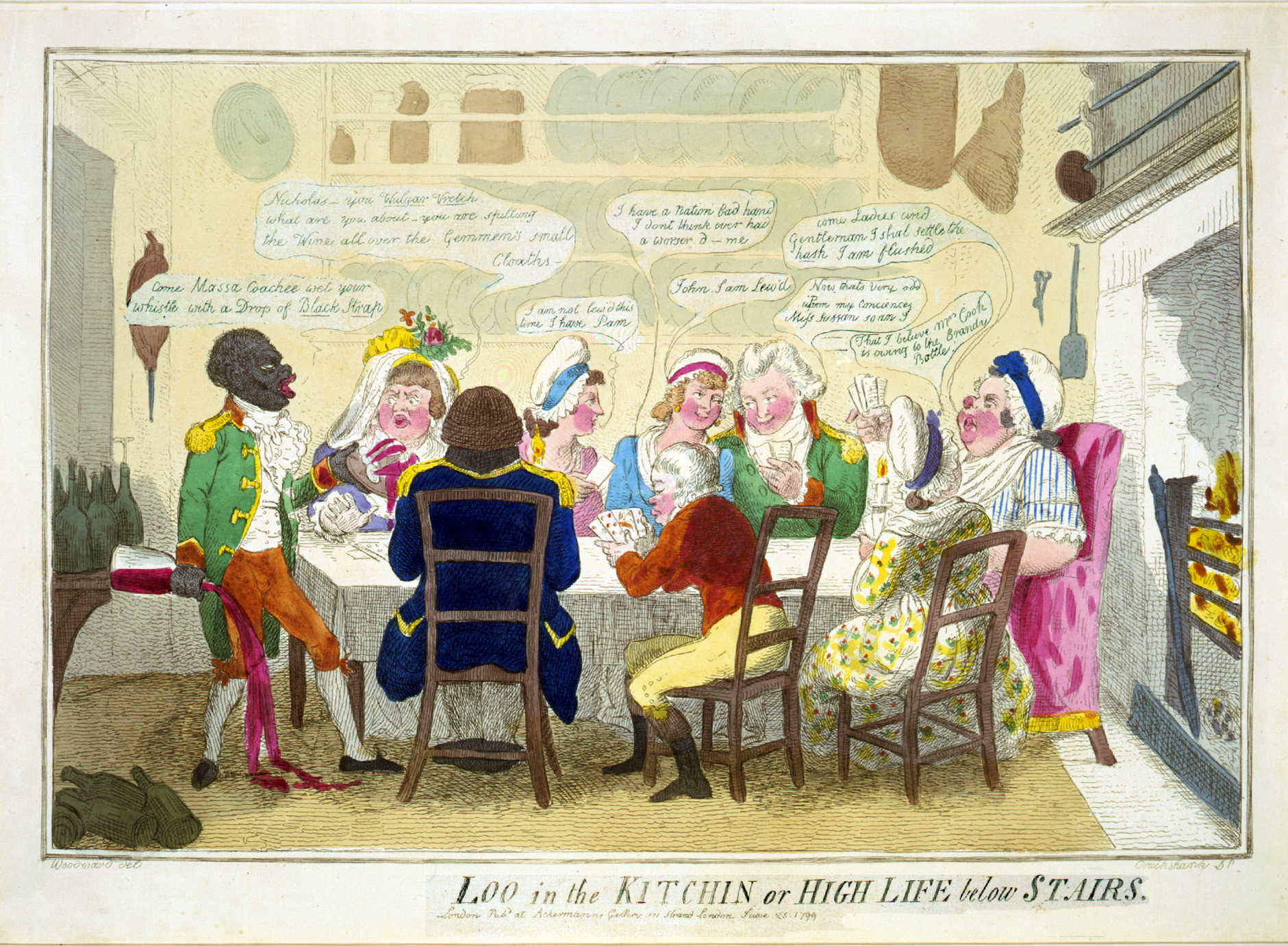
Un grup de criats es van reunir en una cuina, imitant els costums dels seus empresaris
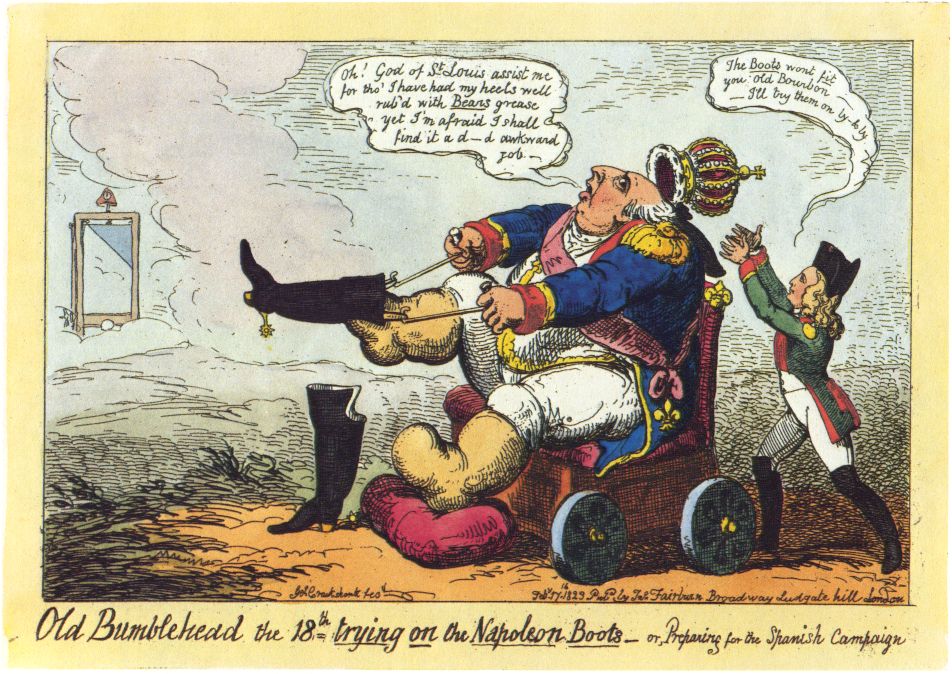
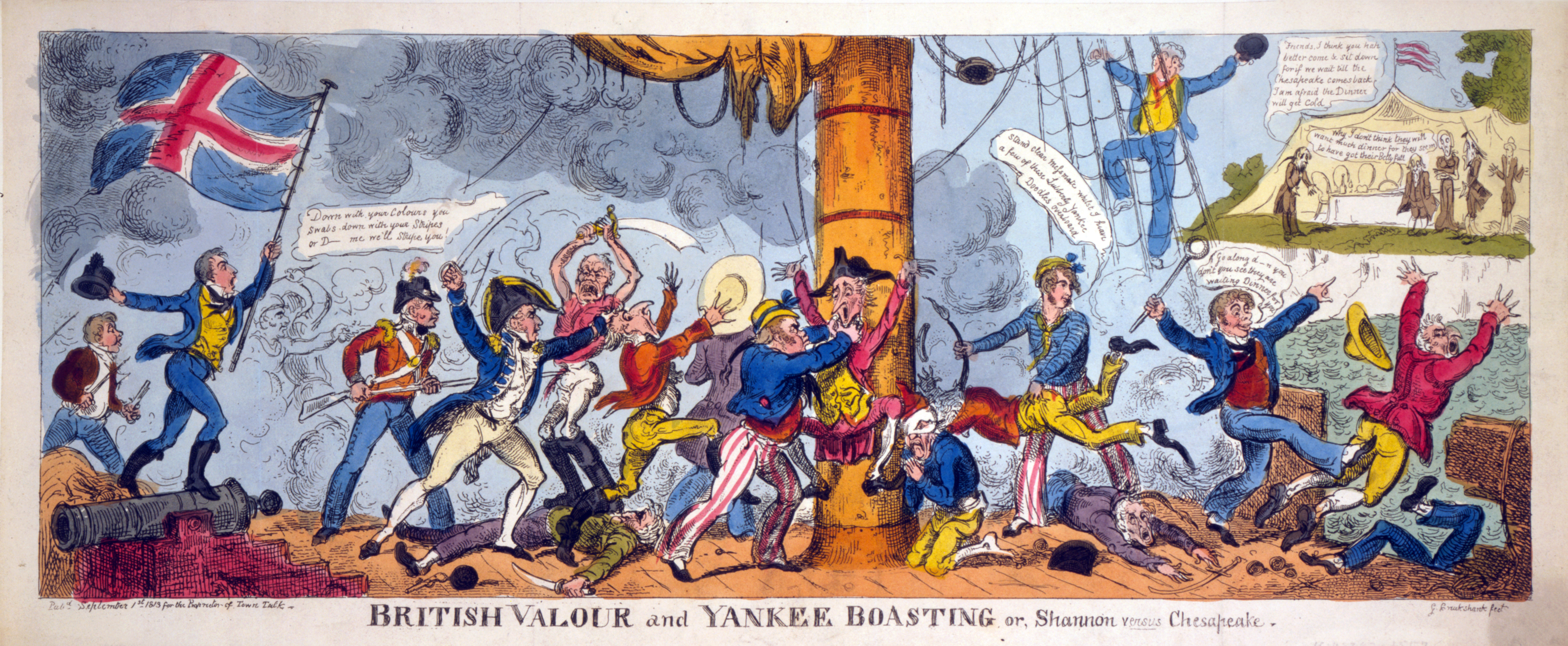
Caricatura de 1813 que mostra els americans com a covards davant dels britànics
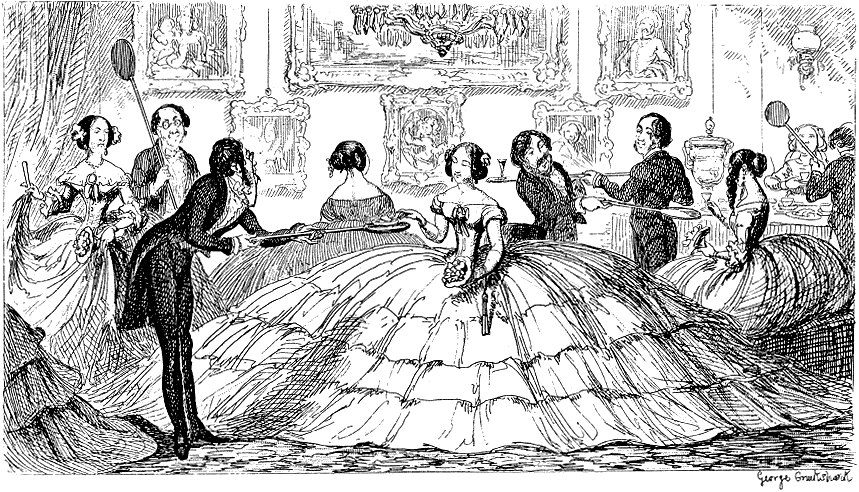
A Splendid Spread, sàtira primerenca sobre la crinolina de The Comic Almanack per a 1850
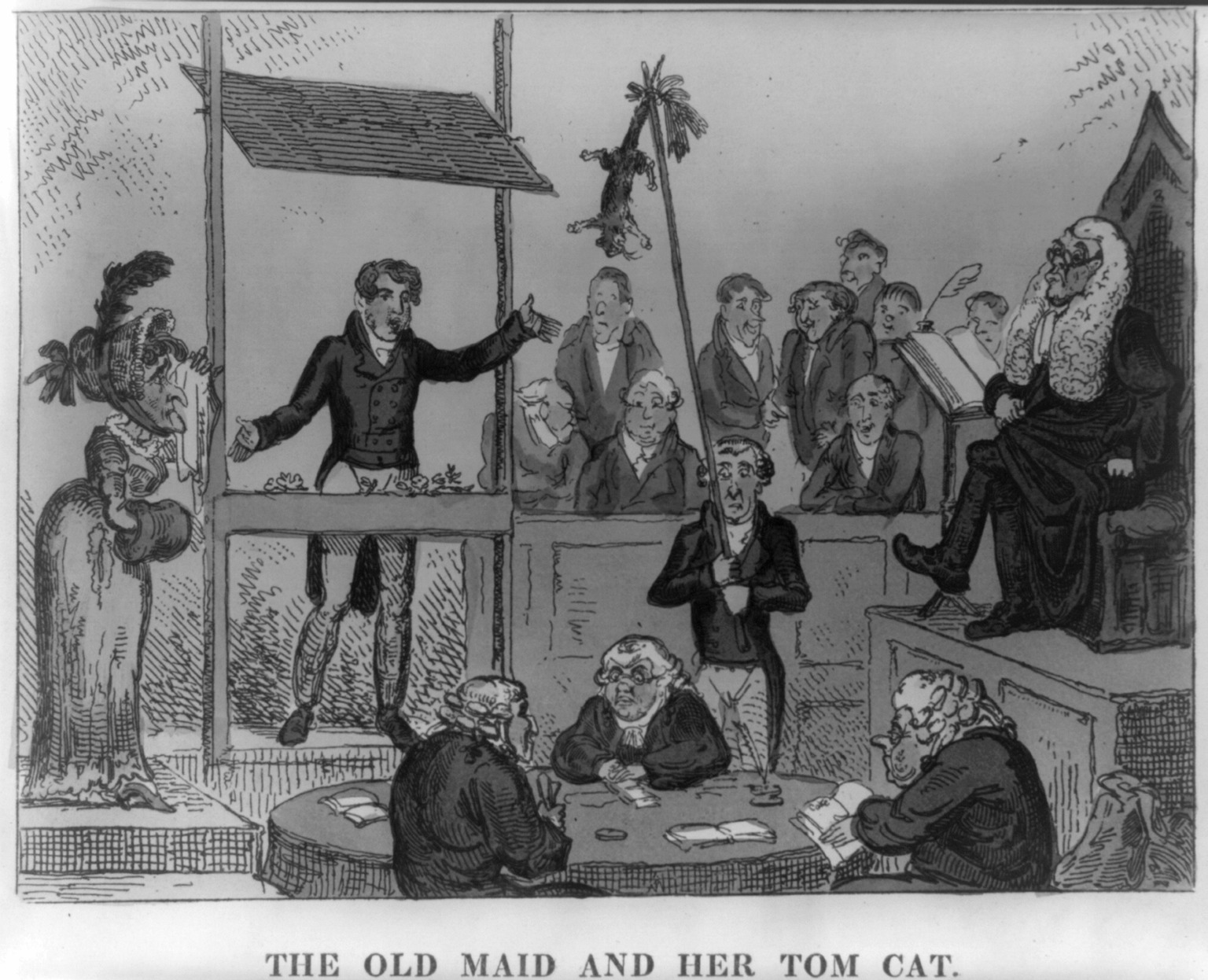
Caricatura de l' Old Bailey
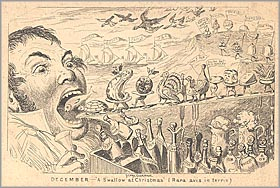
Desembre – Una Oreneta de Nadal (Rara avis in terris)
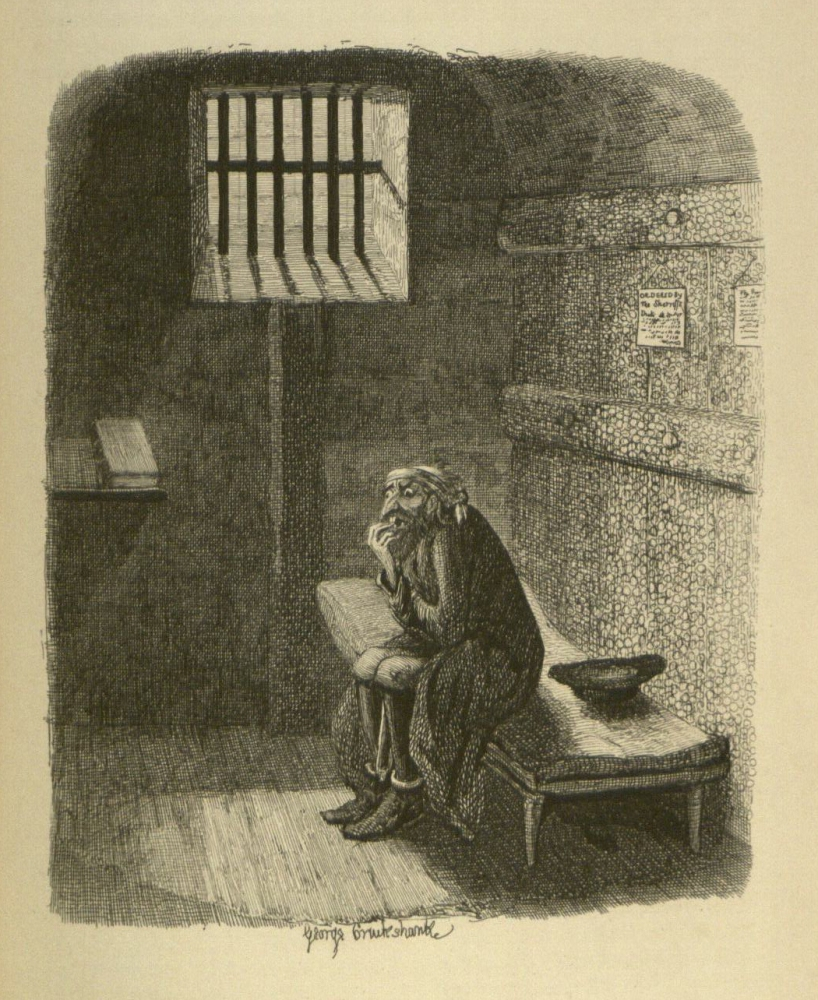
Fagin a la seva cel·la.
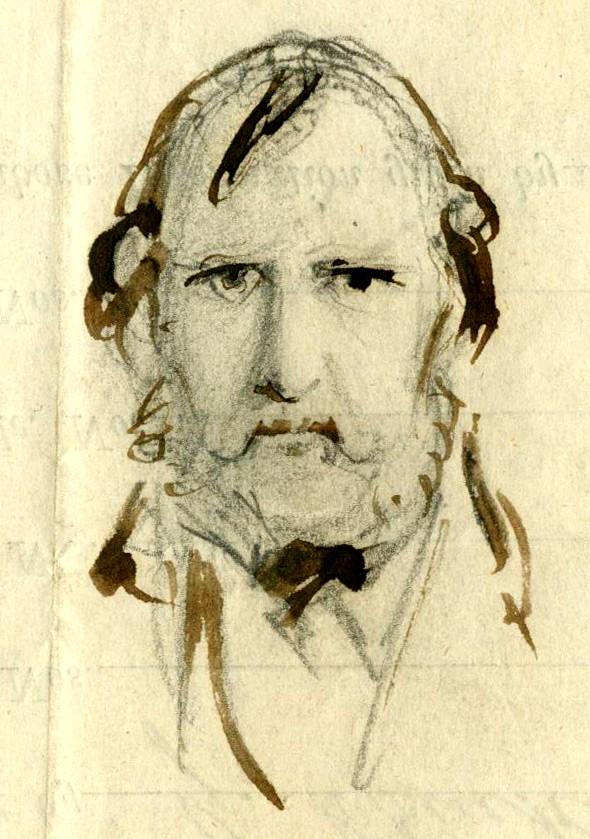
George Cruikshank, Autoretrat
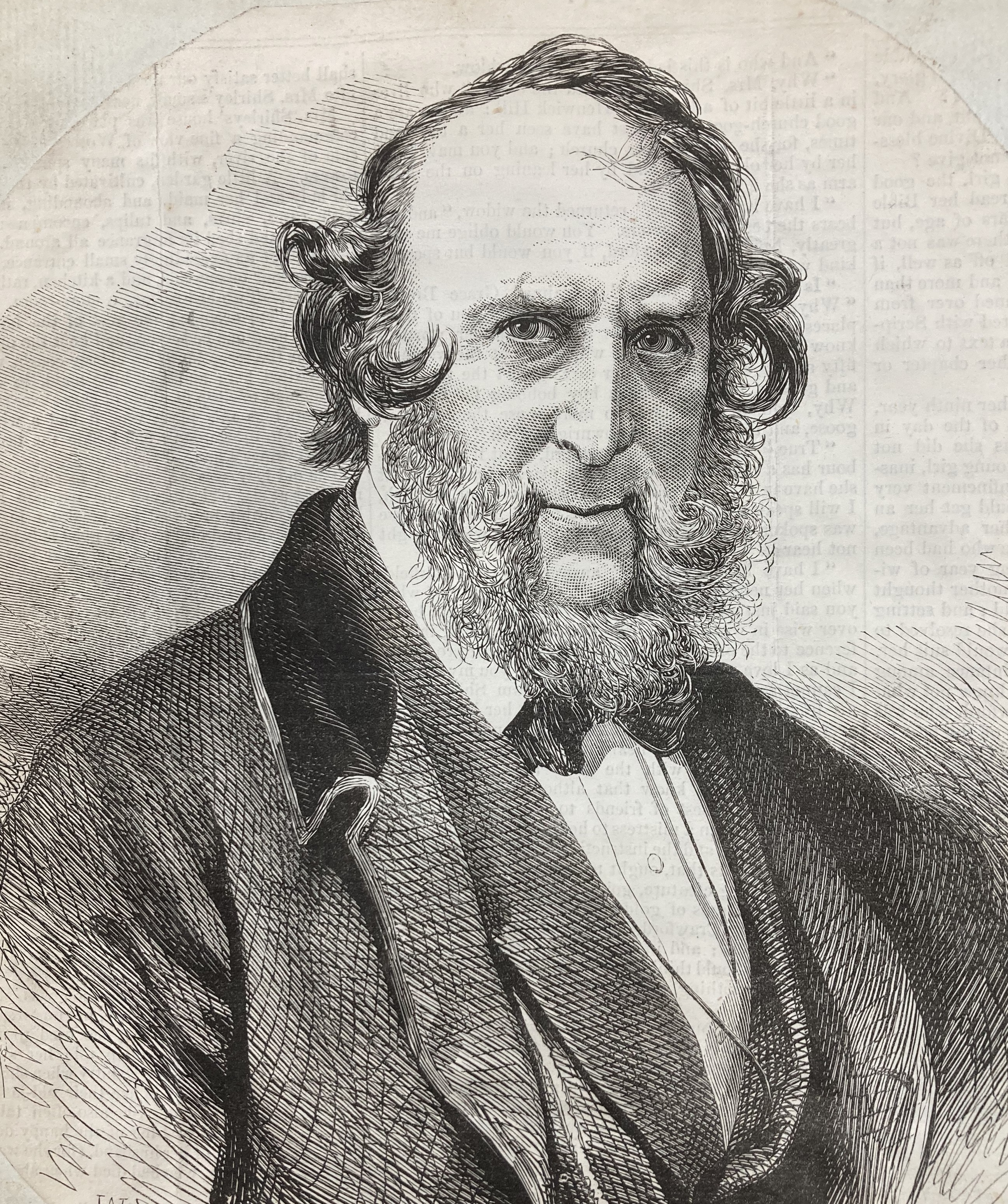
Gravat de George Cruikshank
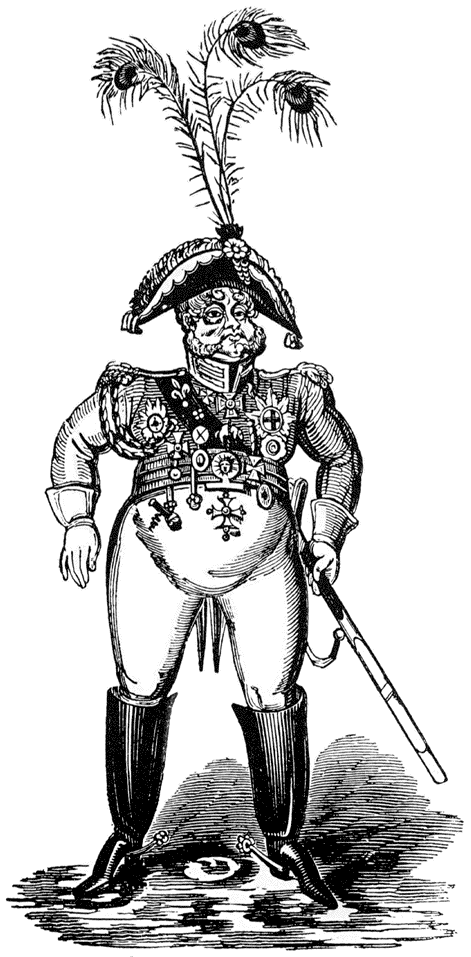
caricatura de 1819 del príncep regent
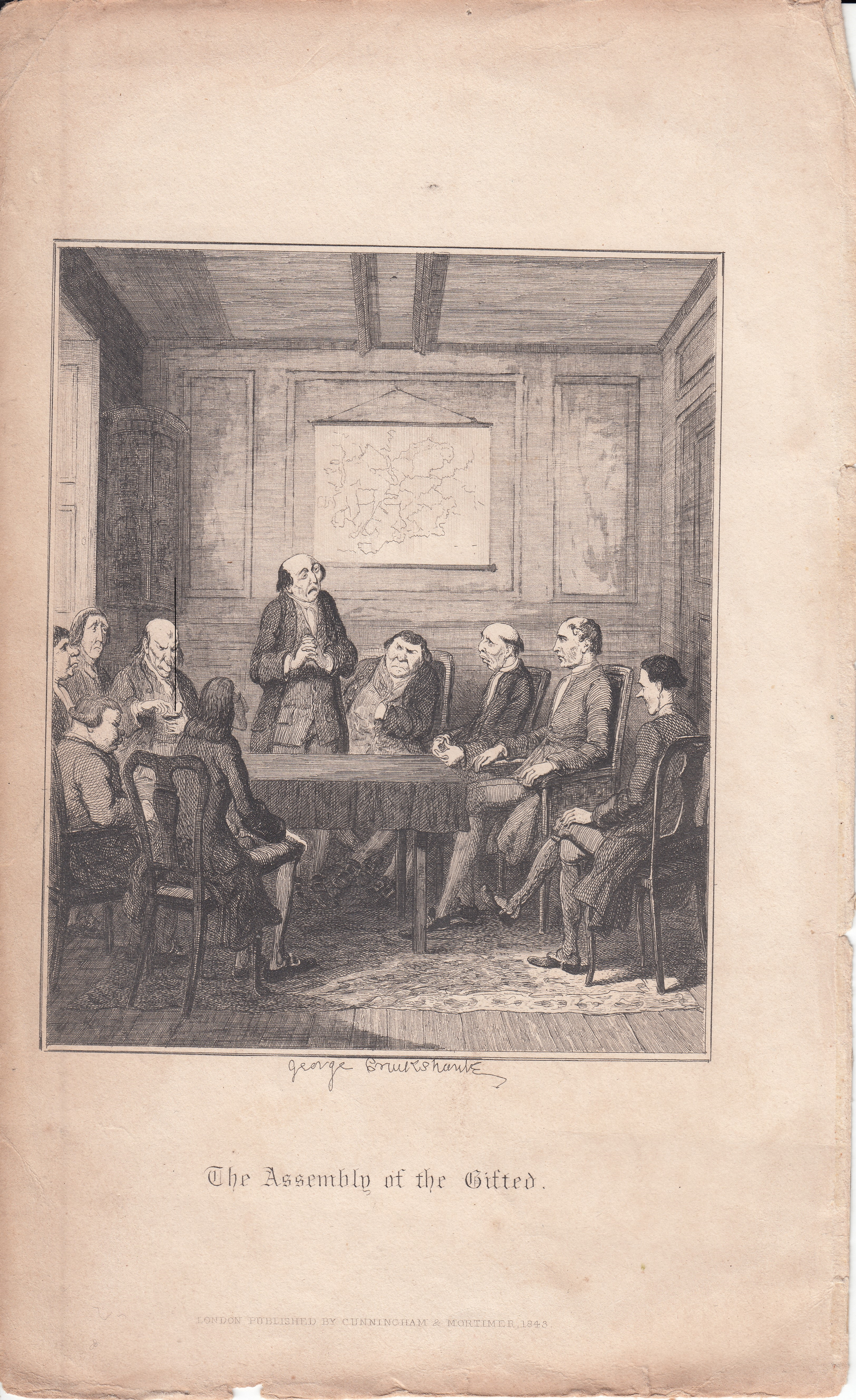
L'Assemblea dels Superdotats
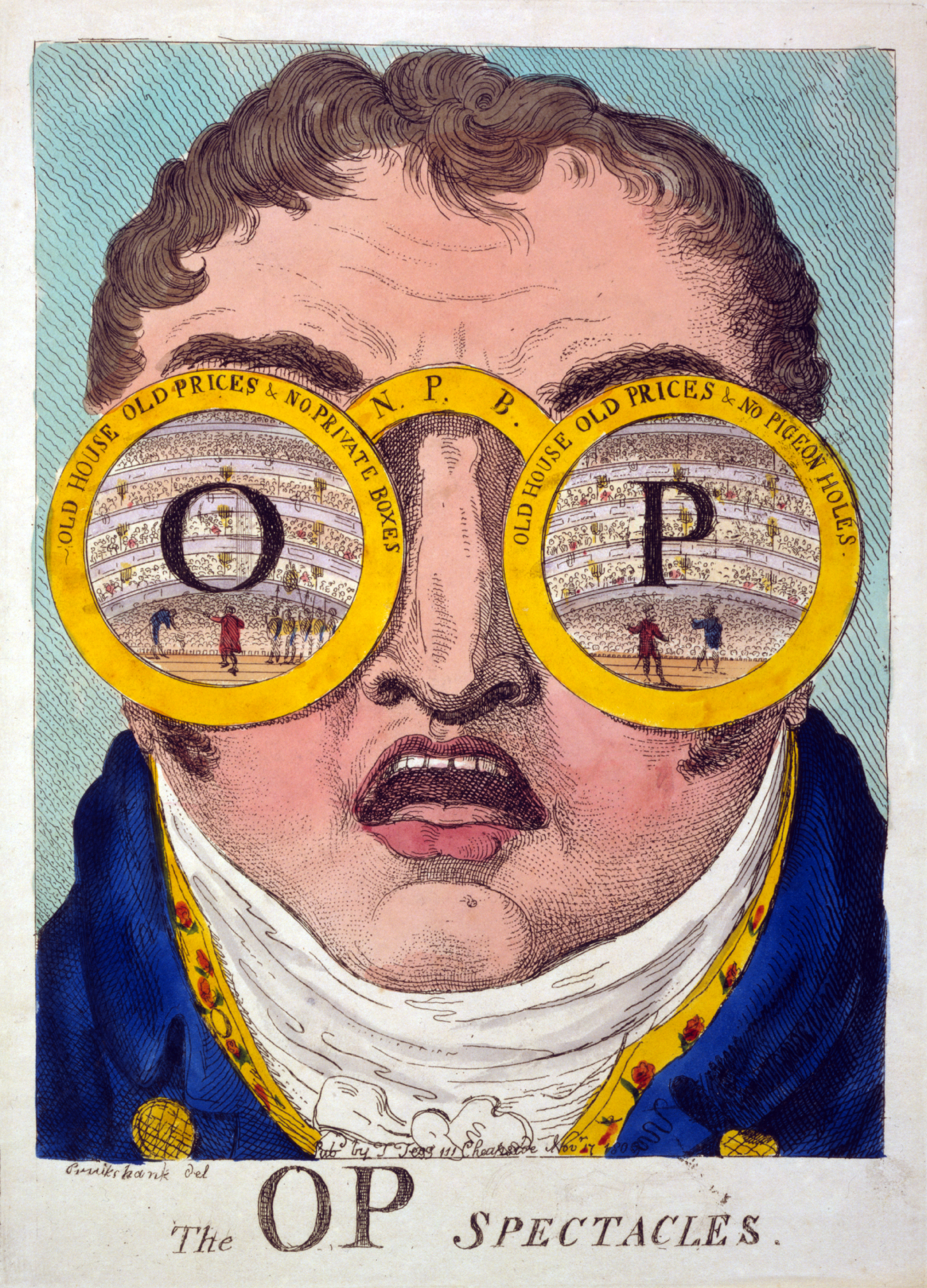
Caricatura sobre els preus al Covent Garden Theatre
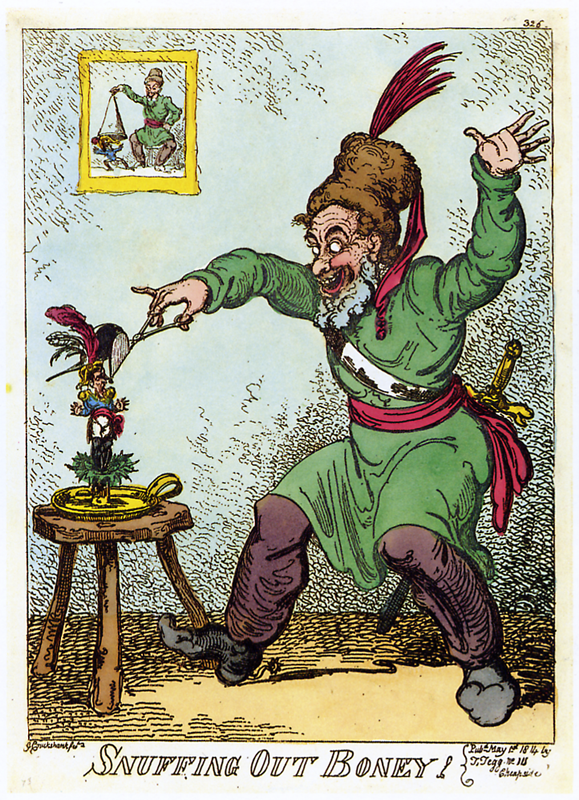
Snuffing out Boney, 1814